# Anisia pulicaria
Anisia pulicaria är en tvåvingeart som beskrevs av Wulp 1890. Anisia pulicaria ingår i släktet Anisia och familjen parasitflugor. Inga underarter finns listade i Catalogue of Life.